# Patrick Gilmore
Patrick Sarsfield Gilmore (25 de diciembre de 1829-24 de septiembre de 1892) fue un compositor estadounidense de origen irlandés y director de orquesta que vivió y trabajó en los Estados Unidos después de 1848.  Mientras servía en el Ejército de la Unión durante la Guerra Civil de Estados Unidos, Gilmore escribió la letra de la canción "When Johnny Comes Marching Home". Se publicó bajo el seudónimo de Louis Lambert en septiembre de 1863.

## Vida y carrera
Gilmore nació en Ballygar, Condado de Galway. Comenzó su carrera musical a los quince años, y pasó un tiempo en Canadá con una banda británica. Se estableció en Boston, Massachusetts en 1848, convirtiéndose en líder de las bandas de Suffolk, Boston Brigade y Salem en rápida sucesión. También trabajó en la tienda de música de Boston de John P. Ordway y fundó Ordway's Aeolians, un grupo de blackface minstrels.  Con la Salem Band, Gilmore actuó en la toma de posesión del presidente James Buchanan en 1857. 
En 1858 se casó con Nellie J. O'Neil en Lowell, Massachusetts. También en 1858 fundó la "Gilmore's Band", y al comienzo de la guerra la banda se alistó en el 24º de Voluntarios de Massachusetts, acompañando a General Burnside a Carolina del Norte. Más tarde tocó bajo el mando del general Benjamin Butler para las tropas de Nueva Orleans, Luisiana. Tras el licenciamiento temporal de las bandas en el campo de batalla, Gobernador Andrew de Massachusetts le encomendó a Gilmore la tarea de volver a organizar la música militar, y el general Nathaniel P. Banks lo creó director general de bandas.
Cuando se reanudó la paz, se pidió a Gilmore que organizara una celebración, que tuvo lugar en Nueva Orleans.  Ese éxito le animó a emprender dos grandes festivales musicales en Boston, el Jubileo Nacional de la Paz en 1869 y el Jubileo Mundial de la Paz y Festival Musical Internacional en 1872. En ellos se presentaron orquestas monstruosas de bandas masivas con los mejores cantantes e instrumentistas (incluyendo la única aparición americana del "rey del waltz" Johann Strauss II)  y cimentaron la reputación de Gilmore como la principal figura musical de la época.  Se construyeron coliseos para las ocasiones, con capacidad para 60 y 120.000 personas. Los bostonianos, agradecidos, obsequiaron a Gilmore con medallas y dinero en efectivo, pero en 1873 se trasladó a la ciudad de Nueva York como director de la banda del 22º Regimiento.  Gilmore llevó a esta banda en aclamadas giras por Europa.
Fue en su tierra natal, preparando una celebración musical en 1892 del cuatricentenario del viaje de descubrimiento de Cristóbal Colón, donde Gilmore se desplomó y murió en San Luis, Misuri. Patrick S. Gilmore fue enterrado en el Calvary Cemetery en Queens, Nueva York.

## Legado
Gilmore fue una figura destacada de la música estadounidense del siglo XIX. Fue compositor, la "Famosa Marcha del 22º Regimiento" de 1874 es solo un ejemplo.  En 1855 organizó el primer "Promenade Concert in America", precursor de los actuales Boston Pops. Creó el "Gilmore's Concert Garden", que se convirtió en el Madison Square Garden. Fue el director musical de la Nación en efecto, dirigiendo las festividades para las celebraciones del Centenario de 1876 en Filadelfia y la dedicación de la Estatua de la Libertad en 1886. En 1888 inició la tradición de ver en el Año Nuevo en Times Square.
Gilmore fue el primer director de banda estadounidense en incorporar el saxofón. La banda militar francesa Garde Republicaine actuó en el Jubileo de la Paz Mundial y Gilmore quedó tan impresionado que al año siguiente reorganizó su banda para incluir los instrumentos que la banda francesa había introducido a los oídos estadounidenses. La nueva banda incluía una sección de saxofones soprano-alto-tenor-baríto  no con Edward A. Lefebre (1834-1911) como solista, que también actuaba como un cuarteto que se convirtió en el arquetipo del cuarteto de saxofones clásico estándar. La promoción de Gilmore y Lefebre dio lugar a la primera producción de saxofones estadounidenses y a un desplazamiento del centro del mundo del saxofón de Francia a los Estados Unidos a finales de siglo.
En 1891, tocó para algunas de las primeras grabaciones comerciales de Thomas Edison. Musicalmente, fue el primer arreglista que contrapuso los instrumentos de metal a las cañas, lo que sigue siendo la base de la orquestación de las big band. Sus arreglos de clásicos contemporáneos contribuyeron en gran medida a familiarizar al pueblo estadounidense con la obra de los grandes maestros musicales europeos. 
Patrick Sarsfield Gilmore fue incluido en el Salón de la Fama de los Compositores en 1970.